# گلورد کوچک
گلورد کوچک، روستایی است از توابع بخش مرکزی شهرستان نکا در استان مازندران ایران.

## جمعیت
این روستا در دهستان پی‌رجه قرار دارد و براساس سرشماری مرکز آمار ایران در سال ۱۳۸۵، جمعیت آن ۲۴ نفر (۱۲خانوار) بوده‌است. مردم گلورد کوچک از قومیت طبری هستند. مردم گلورد کوچک به زبان طبری (مازندرانی) سخن می‌گویند.